# Perkūnas

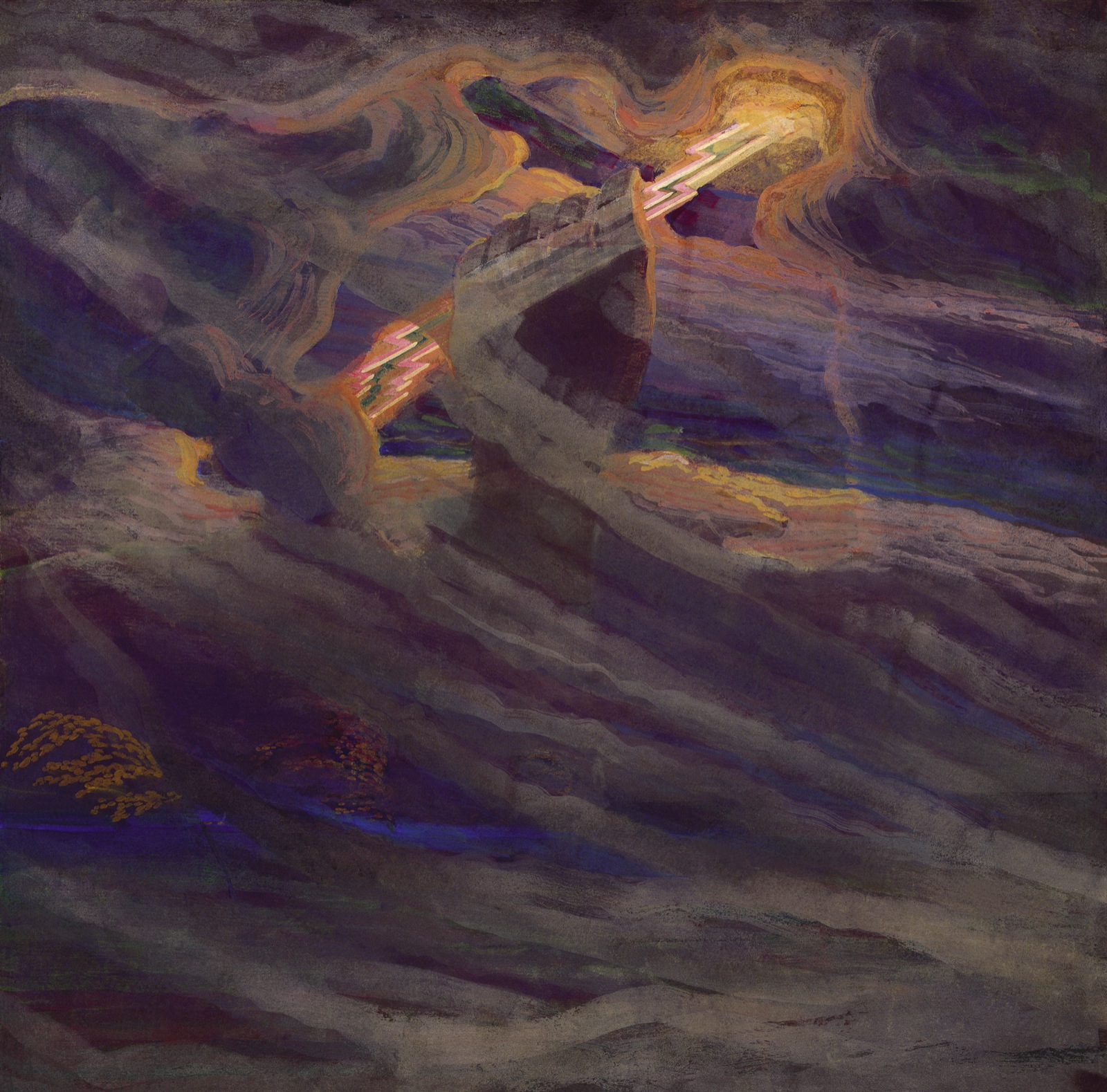
Perkūnas door Mikalojus Konstantinas Ciurlionis (1909)

Perkūnas (Litouws: Perkūnas, Lets: Pērkons, Oudpruisisch: Perkūns) was de Baltische god van de donder en een van de belangrijkste godheden in het Baltische pantheon. In zowel de Litouwse als de Letse mythologie wordt hij beschreven als god van de donder, de regen, bergen, eiken en het hemelgewelf.

## Etymologie
De naam komt mogelijk van het Proto-Indo-Europees Perkwunos (*Perkwunos), verwant aan *perkwus, dat 'eik', 'spar' of 'beboste berg' betekent. De proto-Baltische naam *Perkūnas kan als zodanig met zekerheid gereconstrueerd worden. De Slavische Perunu is een verwante god, maar komt etymologisch niet helemaal overeen. Het Finse Perkele, een naam voor de god Ukko, wordt beschouwd als een leenwoord uit het Baltisch.
De naam van de godheid leeft voort in moderne Baltische talen, zoals in het Litouwse perkūnas ("donder"), perkūnija ("onweer"), en het Letse pērkons ("donder", "onweer"). In het Lets heeft deze god ook nog enkele alternatieve namen: Pērkoniņš (diminutief), Pērkonītis (diminutief), Pērkona tēvs, Vecais tēvs.

## Het Baltische heidendom
De bestaande informatie over het Baltische heidendom is in het algemeen niet erg uitgebreid en nogal onvolledig. De Litouwers hadden voor de kerstening van Litouwen nog geen literatuur ontwikkeld. Alle mythen, verhalen en gebruiken werden dus mondeling overgedragen van generatie op generatie. De meeste vroege geschreven bronnen zijn zeer kort, en gemaakt door buitenlanders, doorgaans christenen, die een zekere minachting hadden voor de heidense gebruiken. Academici beschouwen de inhoud van sommige bronnen als onnauwkeurige misverstanden, of zelfs als complete verzinsels. Daarenboven vermelden vele bronnen verschillende namen met verschillende schrijfwijzen, waardoor het niet altijd even duidelijk is of deze wel naar hetzelfde ding verwijzen.
Officieel was Litouwen gekerstend tussen het einde van de 14e eeuw en het begin van de 15e eeuw, maar de heidense traditie bleef zeker nog twee eeuwen voortleven, waarbij ze langzaam maar zeker haar culturele invloed verloor. Het lutheranisme, dat in Pruisen werd ingevoerd door Albrecht van Brandenburg beloofde de preken te houden in de plaatselijke volkstaal, in plaats van in het Latijn. Hertog Albert richtte de Albertina-universiteit in Koningsbergen op, waar de talen van de naburige landen werden onderwezen, en ook de eerste boeken in deze talen werden gedrukt. De laatste vonken van de oude heidense religie doofden waarschijnlijk uit aan het begin van de 19e eeuw. Aangezien het voor de belevers van deze religie als traditie golg, zijn de enige schriftelijke bronnen van de hand van buitenstaanders. Vanaf het begin van de 19e eeuw werden elementen van de oude religie echter verweven met andere verhalen uit de folklore, en bovendien goed gedocumenteerd, onder andere door getuigenissen geschreven door de verhalenvertellers zelf. Het syncretische karakter van deze mythologie riep echter enkele vragen en bedenkingen op, en bijgevolg vele discussies en hypotheses over het authentieke Litouwse heidendom.

## Perkūnas in geschreven bronnen
De meeste informatie over Perkūnas is afkomstig van folkloreliederen, legenden en sprookjes. Omdat het merendeel hiervan pas in de late 19e eeuw werd neergeschreven, vertegenwoordigen zij slechts enkele fragmenten van de hele mythologie. De vroegste attestatie van Perkūnas bevindt zich waarschijnlijk in de Russische vertaling van De Kroniek van Jan Malala (1261), waar het gaat over de verering van "Перкоунови рекше громоу", en in de Lijfse Kroniek in rijm (±1290), die de afgod Perkūnė vermeldt. In de Constitutiones Synodales (1530)wordt Perkūnas vermeld in een lijst van goden vóór de god van de hel, Pikuls, en wordt geïdentificeerd met de Romeinse god Jove. In het Jatvingische Boek wordt Perkūnas in verband gebracht met een ritueel, waar een geit bij betrokken is. In christelijke werken komt Perkūnas naar voor als een kwaadaardige geest, een demon, zoals in de Kroniek van Jan Malala van de Poolse geschiedschrijver Jan Długosz.

### Andere namen
In het Litouws heeft Perkūnas vele onomatopeïsche namen zoals Dundulis, Dundutis, Dūdų senis, Tarškulis, Tarškutis, Blizgulis...

## Voorstelling in de mythologie
Perkūnas is de god van bliksem, donder en storm. In een triade van goden symboliseert hij de levens- en natuurkrachten, moed, succes, het hemelgewelf en de hemellichamen, terwijl Patrimpas geassocieerd wordt met de aarde en de gewassen, en Patulas met de hel en de dood. Als hemelgod is Perkūnas een medestander en uitvoerder van Dievas' wil. Toch lijkt het erop dat Perkūnas, omdat hij echt waargenomen kan worden en welomschreven mythologische functies heeft, Dievas overstijgt.

### Perkūnas' familiale banden
In liederen over een "hemels huwelijk" bedriegt de zonnegodin Saulė Perkūnas met de maangod Mėnulis. Perkūnas splijt deze laatste in twee helften met een zwaard. Volgens een andere meer populaire versie bedriegt Mėnulis Saulė net na het huwelijk met de morgenstergodin Aušrinė. Perkūnas straft hem, maar toch leert hij niet uit de straf, en blijft hij elke maand overspel plegen, waarop hij elke maand gestraft wordt. Volgens andere verhalen willen zowel de Zon, die overdag schijnt, en de Maan, die des nachts schijnt, ondanks hun scheiding hun dochter Žemyna, de Aarde, zien.
In andere liederen treft Perkūnas onderweg naar het huwelijk van de dageraadgodin Aušra een gouden eik, waarschijnlijk om kwade geesten uit te drijven, zoals slangen, die zich gewoonlijk schuilhouden in de wortels van eiken. De eik is in de Baltische mythologie een boom van de dondergod. Het Litouwse Perkūno ąžuolas of Letse Pērkona ozols ("eik van Perkūnas") wordt vermeld in een bron uit het begin van de 19e eeuw.
Volgens een andere mythe zouden Perkūnas en de fee Laumė op een donderdag in het huwelijk treden. De bruid werd echter ontvoerd door de duivel Velnias, die sindsdien door Perkūnas achterna gezeten wordt.
Sommige mythen vermelden vier zonen van Perkūnas, die blijkbaar verbonden worden met de vier seizoenen of de vier windrichtingen. Soms zijn er zeven of zelfs negen Perkūnai, waarnaar verwezen wordt als broers. Hiervan getuigt ook het Litouwse spreekwoord "Perkūnų yra daug": "er zijn veel donders".
In sommige mythen verbant Perkūnas zijn vrouw (en vaak ook zijn kinderen), waardoor hij alleen achterblijft in de hemel. Volgens nog een ander verhaal wordt Perkūnas door Dievas van de aarde naar de hemel opgeheven. In de hemel heeft Perkūnas stenen, die rommelen wanneer het dondert; een element dat vaak terugkeert in de Indo-Europese mythologie. Perkūnas gaat over hoge heuvels en bergen: hiervan getuige de Litouwse toponymie Perkūnkalnis, "berg van Perkūnas", of Griausmo kalnas, "berg van gerommel".

### Perkūnas en de duivel
Het gevecht met de duivel (Litouws: velnias; Lets: velns) is een belangrijke functie van Perkūnas. Het beeld van de velnias is echter aangetast door het christelijke beeld van de duivel. Als god van hel en dood wordt hij vaak als tegenpool van Perkūnas voorgesteld. 
Een bestaand beeld van Perkūnas bestaat eruit dat hij zijn tegenstander achtervolgt omwille van diefstal van vee. Hierom verschuilt de velnias zich in bomen en onder stenen en neemt hij de gedaante aan van verschillende demonische wezens, zoals zwarte katten, honden, varkens, geiten, snoeken, koeien (vgl. de Letse weergave van de velnias met koeiehoeven) of mensen.
Perkūnas achtervolgt zijn tegenstander aan de hemel in een strijdwagen van steen en vuur (Litouws ugnies ratai), of van rood ijzer. Zijn wagen wordt voortgetrokken door twee (soms drie of vier) rode en witte (soms zwarte en witte) paarden (soms geiten). De Litouwse god van wagens en paarden Ratainyčia wordt hiermee in verband gebracht. Dit beeld komt overeen met de Samogitische voorstellingen, waarbij Perkūnas een ruiter op een vurig paard is. Op deze hemelse strijdwagen verschijnt Perkūnas als een oude grijsharige man met een grote veelkleurige baard, zwart-witte kleren en in de ene hand een touw met een geit aan, en in de andere hand een strijdbijl of een hoorn.
Perkūnas bezit vele wapens, waaronder een strijdbijl of een hamer, stenen, een zwaard, bliksemschichten, pijl-en-boog, een knots en een ijzeren mes. Perkūnas wordt dan ook de schepper der wapens genoemd (Akmeninis kalvis, "de steensmid") of wordt bijgestaan door de hemelsmid Televelis. In sommige weergaven wordt bliksem (Oud-Pruisisch: melde) voortgebracht door hemelse molenstenen (vgl. de PIE wortel *mel|d| bij de Balti-Slavische woorden voor "bliksem", "молот" (hamer), "молотьба" (hamerslag)). Perkūnas' tegenstander verschuilt zich dan in de holte van een boom of een steen, die beiden attributen van Perkūnas zijn. Zijn achtervolging op zijn tegenstander resulteert in onweer, dat bovendien de aarde zuivert van boze geesten en gestolen vee of wapens terugbrengt.
Perkūnas wordt in verband gebracht met de dag donderdag. Donderdag is ook in andere Balto-Slavische tradities gewijd aan de god van de donder: vgl. het Polabische Peräune-dǻn (Peroen-dag), het Litouwse Perkūno diena. Perkūnas wordt ook geassocieerd met de Romeinse god Jupiter uit ouder bronnen.

## De Pruisische Perkūns
De Kroniek van Simon Grunau (±1520) beschrijft een Pruisische banier met Perkūnas op. De godheid werd erop voorgesteld als een boze man van middelbare leeftijd met een ineengevlochten zwarte baard, met onderaan een vlam, en werd geflankt door de jonge Patrimpas en de oude Patulas. Perkūns neemt dezelfde centrale positie in, in de beschrijving van de heilige eik in de tempel van Romuva. Vóór de eik brandde een eeuwig vuur, een van Perkūns' symbolen. In de tempel dienden speciale geestelijken. De Oude Pruisen zochten via gebeden contact met de goden. Perkūns' moeder heette Perkunatete. Mogelijk zijn sommige attributen van de Litouwse Perkūnas ontleend aan de Pruisische Perkūns.

## De Letse Pērkons
Pērkons wordt sterk in verband gebracht met de god Deivs, hoewel beiden beslist verschillende godheden zijn. De mensen offerden zwarte kalveren, geiten en hanen aan Pērkons; in het bijzonder in tijden van droogte. De omringende stammen kwamen naar zulke offers om samen te eten en te drinken, na voor hem bier op de grond of in het vuur te hebben gegoten. De Letten offerden ook bereid voedsel als maaltijd voor Pērkons om onweer af te wenden, waarbij honingraten in het vuur werden geplaatst, om de wolken te verjagen.
Tot Pērkons' familie behoren ook zonen, die verschillende aspecten van het onweer symboliseren, zoals donder en bliksem), en dochters die verschillende soorten regen symboliseren. Zelf verscheen Pērkons op een gouden paard, met een zwaard, een ijzeren knots, een gouden zweep en een mes. Te zijner ere droegen de oude Letten kleine hamertjes aan hun kleding.